# Homeless Kings
Homeless Kings sind eine vierköpfige deutsch-österreichische Rockband aus Traunstein und Abtenau.

## Geschichte
Die Band wurde im November 2016 in Traunstein gegründet. Schon vorher waren Dominik Dell und Erich Winkler in einem anderen gemeinsamen Band-Projekt tätig, das im August 2016 aufgelöst worden war. Auch Andi Loipfinger war zuvor mit Dell an einem Irish-Folk-Projekt beteiligt, das sich ebenfalls im Jahr zuvor aufgelöst hatte.
Um ein neues Projekt auf die Beine zu stellen, verabredeten sich Dell, Winkler und Josef Gappmaier, ein langjähriger Freund Winklers, zu einer Bandprobe im Oktober 2016. Es entstanden neue Lieder in einer neuen, etwas härteren Musikrichtung. Als musikalische Erweiterung lud Dell seinen ehemaligen Bandkollegen Lopifinger zu einer weiteren Bandprobe ein, der sich sofort in der Band etablieren konnte. Das neue Projekt „Homeless Kings“ war geboren.
Im ersten halben Bandjahr wurden einige Club-Gigs überwiegend in Österreich gespielt, wobei sich die Band schnell eine Fangemeinde erspielen konnte.
Im April 2017 wurde der erste Plattenvertrag bei dem Salzburger Label Allcord unterschrieben und gleich darauf der Termin für die Veröffentlichung des Debütalbums Broken Queen bekannt gegeben.
Im weiteren Verlauf des ersten Bandjahres durfte die Band unter anderem die Rockband The Dead Daisies im Rockhouse in Salzburg supporten, weitere Club- und Festival-Gigs bekannt geben und im Sommer 2017 die erste Single, Summer's End, samt Video des darauffolgenden Debütalbums veröffentlichen.
Die Release-Show des Albums Broken Queen wurde auf den 30. September 2017 gesetzt. Als Location wurde die Rockhouse-Bar in Salzburg gewählt. Seitdem tourt die Band mit dem aktuellen Album durch Österreich und Bayern.
Im Mai 2018 wurde das Video zur zweiten Single, Stay Hungry, veröffentlicht.

## Stil
Die Musik von Homeless Kings ist am meisten vom amerikanischen Punkrock geprägt, wobei auch härtere Rock-Riffs ihr Genre beeinflussen. Mit der rauchigen Stimme des Sängers, der stimmlich alleine eher an Folk-Hymnen erinnert, verschmelzen die vier zu einem ganz eigenen Rock-Genre, das sich nicht leicht in eine Schublade stecken lässt.

## Diskografie

### Alben
- 2017: Broken Queen (Allcorda)

### Singles
- 2017: Summer’s End (Allcorda)